# Peptid-Nukleinsäure

PNA Monomer

Peptid-Nukleinsäure (engl. peptide nucleic acid, PNA, zu deutsch auch kurz PNS) ist ein Analogon der Nukleinsäuren RNA und DNA, in dem das Zucker-Phosphat-Rückgrat durch ein Pseudopeptid ersetzt ist.

Das Rückgrat besteht dabei oft aus Aminoethylglycin-Einheiten, die über neutrale Amid-Bindungen (anstelle der geladenen Phosphodiester-Bindungen der DNA) miteinander verbunden sind.

## Struktur

PNA Polymer

PNAs sind organische Polymere, die chemische Gemeinsamkeiten mit RNA und DNA besitzen. Unterschiede bestehen im Grundgerüst, das bei Nukleinsäuren aus Zuckermolekülen besteht, während die PNA ein peptidisches Rückgrat besitzt. An dieses Grundgerüst sind die vier kanonischen Nukleobasen (Adenin, Cytosin, Guanin und Thymin) angebunden. Die rechts abgebildete Nielsen-PNA verwendet N-(2-Aminoethyl)glycin als Rückgrat. Die sekundäre Aminogruppe ist mit einer Nukleobasen-Essigsäure substituiert. Eine weitere Peptid-Nukleinsäure stellt die Alanyl-PNA dar. Das Alanyl-PNA-Oligomer besteht aus einem regulären Peptidstrang aufgebaut aus modifizierten Alanyl-Monomeren. Die Seitenketten sind an β-Positionen mit den Nukleobasen substituiert. Durch alternierende Konfiguration der Aminosäurebausteine kann ein repetitiver Alanylpeptidstrang in β-Faltblatt-Konformation erhalten werden. 

## Eigenschaften
PNAs besitzen eine hohe biologische Stabilität, da sie weder von Nukleasen noch von Proteasen abgebaut werden. Zudem verfügen sie über eine höhere Affinität für komplementäre DNA- oder RNA-Sequenzen als analoge DNA-Oligomere.
Vorteile gegenüber DNA-Oligonucleotiden:
- Höhere Hybrid-Stabilität ermöglicht höhere und damit stringentere Hybridisierungstemperaturen.
- Geringere Oligomer-Längen führen zu höheren Diffusionsraten und damit zu schnellerer Hybridisierungskinetik.
- Salzunabhängige Hybridisierung erlaubt Hybridisierung bei niedrigen Ionenstärken. Daher kann eine direkte Hybridisierung mit PCR-Amplifikaten ohne vorherige Denaturierung der DNA-Doppelstränge erfolgen, weil PNA im Gegensatz zu DNA oder RNA unter diesen Bedingungen noch Hybride bilden kann. Auch werden potentielle Sekundärstrukturen, die sich störend auf die Hybridisierung auswirken, innerhalb der Targetmoleküle durch niedrige Ionenstärken aufgelöst.

## Anwendung
PNA-Oligomere eignen sich prinzipiell für alle Anwendungen, bei denen synthetische DNA eingesetzt wird. PNAs können als potentielle Antigen- und Antisense-Therapeutika eingesetzt werden.

## Chemische Evolution
siehe auch Hauptartikel: Chemische Evolution
Peptid-Nukleinsäuren werden als Vorläufer von Makromolekülen, die heute in Organismen vorkommen, diskutiert. Vorstellungen einer chemischen Evolution, die der Entstehung des Lebens vorausgegangen ist, basieren auf dem Entstehen komplizierter Moleküle aus einfacheren durch autokatalytische Reaktionen.
Ein solches Modell wird von Vertretern der RNA-Welt-Hypothese entwickelt. Allerdings ist die RNA selbst ein kompliziertes Molekül, so dass einfachere Vorläufer zur Erklärung notwendig erscheinen. Stanley Miller und Leslie Orgel schlugen vor, dass PNA ein derartiger Vorläufer sei. Sie hat die Fähigkeit, sich selbst zu replizieren und chemische Reaktionen zu katalysieren, ist aber einfacher als RNA aufgebaut.
Leslie Orgel und seine Forschergruppe am Salk Institute for Biological Studies in San Diego zeigten, dass PNA als eine Schablone für ihre eigene Reproduktion und für die Bildung von RNA dienen kann. Obgleich die Gruppe um Orgel nicht behauptet hat, dass PNA selbst der Ursprung des Lebens gewesen ist, zeigt ihre Arbeit, dass die Entwicklung eines komplizierteren Moleküls ausgehend von einem einfacheren Vorläufer möglich ist. Zwar ist die Entstehung von PNA unter präbiotischen Bedingungen noch nicht geklärt, jedoch konnten K. E. Nelson und Kollegen im Jahre 2000 zeigen, dass sich die Komponenten von PNA unter angenommen präbiotischen Bedingungen relativ leicht bilden lassen.